# Gerard Rother
Gerard Rother (ur. 27 stycznia 1942 w Wełnowcu, obecnie części Katowic) – polski piłkarz, zawodnik GKS Katowice, kapitan tej drużyny. Zdobywca pierwszego gola dla GKS w europejskich pucharach (23 września 1970 z Barceloną na Camp Nou).
Od 1960 występował w drużynie Rapidu Wełnowiec, który w 1964 był jednym z klubów tworzących GKS Katowice. Powołany do służby wojskowej, występował najpierw w III-ligowej Polonii Jelenia Góra (1963–1964), a w rundzie jesiennej sezonu 1964/1965 w I-ligowym Śląsku Wrocław. W barwach katowickiego zespołu debiutował w II lidze 21 marca 1965 i zdobył z nim awans do ówczesnej I ligi. W ekstraklasie występował nieprzerwanie przez sześć sezonów (1965/1966 – 1970/1971), a następnie po spadku jeden sezon w II lidze (1971/1972). Następnie grał we francuskim klubie US Boulogne. W sezonie 1974/1975 powrócił do II-ligowego wówczas GKS. Po raz ostatni w barwach tej drużyny zagrał 21 czerwca 1975. Następnie występował jeszcze w III-ligowym AKS Chorzów (1975/1976), a w sezonie 1976/1977 grał w trzecioligowym francuskim Calais RUFC.
Łącznie dla GKS zagrał:
- w ekstraklasie w 149 spotkaniach, strzelając 28 bramek (debiut 8 sierpnia 1965 z Górnikiem Zabrzem, pierwsza bramka 18 sierpnia 1965 z Ruchem Chorzów w Chorzowie, ostatnie spotkanie 23 czerwca 1971 z Gwardią Warszawa, ostatnia bramka 25 kwietnia 1971 z Legią Warszawa),
- w II lidze w 46 spotkaniach, strzelając 10 bramek,
- w Pucharze Polski w 21 spotkaniach, strzelając 2 bramki,
- w Pucharze Lata w 10 spotkaniach, strzelając 3 bramki,
- w Pucharze Miast Targowych w 2 spotkaniach, strzelając 1 bramkę

W Śląsku Wrocław wystąpił w ekstraklasie w 13 spotkaniach, strzelając 4 bramki.
Dla US Boulogne zagrał w 49 spotkaniach ligowych, zdobywając 12 bramek.